# Golden Time
Die Golden Time (jap. ゴールデン・タイム, gōruden taimu, dt. „goldene Zeit“; oder einfach ゴールデン, gōruden) bezeichnet die Hauptsendezeit im japanischen Fernsehen. Sie dauert von 19 Uhr bis 22 Uhr abends, eine Stunde kürzer als die japanische Prime Time, die bis 23 Uhr geht. Somit ist die Golden Time also eine Art Super-Prime-Time. Zur Golden Time sitzen am meisten Zuschauer in absoluten Zahlen vor dem Fernseher, so dass zu dieser Zeit die beliebtesten Sendungen laufen und die höchsten Beiträge für Werbespots verlangt werden.
Der Hauptgrund, warum neben der Prime Time noch eine weitere Differenzierung existiert, ist wohl, dass die langen Strecken, die Pendler in Japan zu Schule und Arbeitsplatz zurücklegen, dazu führen, dass ein Teil später (zwischen 21:00 und 22:00) nach Hause kommt und dementsprechend länger wach (und fernsehbereit) ist, während andere (traditionell) schon um 22:00 Uhr ins Bett gehen.
Die wichtigste (und teuerste) Stunde während der Golden Time und der ganzen Woche ist die Stunde nach 21 Uhr abends am Montag. Sie trägt den Namen Getsuku (月九; Abkürzung von Montag + neun). Während dieser Zeit werden vor allem neue, teure Fernsehserien lanciert. Wer in einer Getsuku-Serie auftritt, ist entweder ein Top-Darsteller oder auf dem besten Weg, einer zu werden.
Während in der Kantō-Region (Großraum Tokio) bis 2003 Nihon TV Marktführer während der Golden Time war, löste Fuji TV es mit Sendungen wie  Trivia no Izumi von 2004 bis 2010 ab, bevor Nihon TV den Titel wieder 2011 zurückholte.